# NGC 7361
NGC 7361 este o galaxie spirală situată în constelația Peștele Austral. A fost descoperită în 28 septembrie 1834 de către John Herschel. Se află la o distanță de 16,07 megaparseci de Pământ.